# Seki, Gifu
Seki (japanska: 関市  ?, Seki-shi) är en stad i Gifu prefektur i Japan. Staden fick stadsrättigheter 1950.